# مارتين تريجو
مارتين تريجو (بالإسبانية: Martín Trejo)‏ هو لاعب كرة الريشة أرجنتيني، ولد في 9 نوفمبر 1993.

## وصلات خارجية
- مارتين تريجو على موقع BWF.tournamentsoftware.com (الإنجليزية)
- مارتين تريجو على موقع BWFbadminton.com (الإنجليزية)